# محاضرة

محاضرة

المحاضرة هي عبارة عن تقديم موضوع وإلقائه شفويًا وشرحهِ من قِبل شخص إلى جمهور مستمع بنية التقاط معلومات.
في إلقاء المحاضرة إبداع، فالإلقاء له مبادئ متعدّدة يعتمد عليها. إتقان مهنة المحاضرة يعتمد على الثقة بالنفس أولويًا، والمؤثر على هذه الثقة، في غالب الأحيان، هو عدد الجمهور المستمع - الذي قد يخيف الملقي للمحاضرة بجمه. كذلك أحد المفاهيم الأخرى المؤثرة على الإلقاء هي النثر.
الأماكن المعتادة للمحاضرات في المجتمع هي الجامعات والمدارس والدوائر العلمية والدينية وكذلك بعض الشركات.